# Liste der Kulturdenkmale in Neuhausen/Erzgeb.

Wappen von Neuhausen/Erzgeb.

In der Liste der Kulturdenkmale in Neuhausen/Erzgeb. sind die Kulturdenkmale der sächsischen Gemeinde Neuhausen/Erzgeb. verzeichnet, die bis Juni 2023 vom Landesamt für Denkmalpflege Sachsen erfasst wurden (ohne archäologische Kulturdenkmale). Die Anmerkungen sind zu beachten.
Diese Aufzählung ist eine Teilmenge der Liste der Kulturdenkmale im Landkreis Mittelsachsen.

## Neuhausen/Erzgeb.
| Bild                                    | Bezeichnung | Lage | Datierung | Beschreibung | ID       |
| --------------------------------------- | --- | --- | --- | --- | -------- |
| Weitere Bilder                          | Sachgesamtheitsbestandteil der Sachgesamtheit Revierwasserlaufanstalt im Ortsteil Neuhausen/Erzgeb. mit Einzeldenkmalen | (Flurstücke 982/1, 982e, 1201, 982d, 1200, 992, 950, 951, 952, 948, 938, 939, 940, 1198, 1199, 1197, 91d, 92l, 92e, 130/1, 136d, 137) (Karte)      | 16.–18. Jahrhundert | Sachgesamtheitsbestandteil der Revierwasserlaufanstalt im Ortsteil Neuhausen/Erzgeb. mit den Einzeldenkmalen: Pfaffenholz Rösche einschließlich einem Mundloch, Rechter und Linker Steinwiesen Kunstgraben einschließlich aller Gewölbebrücken, Steinwiesen Rösche einschließlich zweier Mundlöcher, II. Purschensteiner Rösche einschließlich zweier Mundlöcher, Purschensteiner Kunstgraben einschließlich aller Gewölbebrücken, I. Purschensteiner Rösche einschließlich einem Mundloch (siehe 09209961); landschaftsbildprägende Bestandteile eines umfangreichen Systems der bergmännischen Wasserwirtschaft zur Versorgung des Freiberger Bergbaus mit Aufschlagwasser, bergbau- und ortsgeschichtlich von besonderer Bedeutung (siehe auch die Sachgesamtheit 08991218, Großhartmannsdorf), seit 2019 zugehörig zur Kernzone und Pufferzone des UNESCO-Welterbes Montanregion Erzgebirge/Krušnohoří | 09305356 |
| Weitere Bilder                          | Pfaffenholz Rösche einschließlich einem Mundloch, Rechter und Linker Steinwiesen Kunstgraben einschließlich aller Gewölbebrücken, Steinwiesen Rösche einschließlich zweier Mundlöcher, II. Purschensteiner Rösche einschließlich zweier Mundlöcher, Purschensteiner Kunstgraben einschließlich aller Gewölbebrücken, I. Purschensteiner Rösche einschließlich einem Mundloch (Einzeldenkmale der Sachgesamtheit 09305356) | (Flurstücke 982/1, 982e, 1201, 982d, 1200, 992, 950, 951, 952, 948, 938, 939, 940, 943, 1198, 1199, 1197, 91d, 92l, 92e, 130/1, 136d, 137) (Karte) | 1852–1856 (Purschensteiner Röschen); bezeichnet mit 1856 (Mundloch II. Purschensteiner Rösche); um 1857 (Steinwiesen Rösche); 1858–1863 (Pfaffenholz Rösche)                                                             | Einzeldenkmale der Sachgesamtheit Revierwasserlaufanstalt; landschaftsbildprägende Bestandteile eines umfangreichen Systems der bergmännischen Wasserwirtschaft zur Versorgung des Freiberger Bergbaus mit Aufschlagwasser, bergbaugeschichtlich und ortsgeschichtlich von besonderer Bedeutung, seit 2019 zugehörig zur Kernzone und Pufferzonedes UNESCO-Welterbes Montanregion Erzgebirge/Krušnohoří. Die Pfaffenholz Rösche beginnt auf Cämmerswalder Flur (siehe 09209683) und endet am unteren Mundloch (Ziegelgewölbe und vor allem Stirnmauerwerk neu und nicht authentisch gesetzt) auf Neuhausener Flur, der nachfolgende Steinwiesen Kunstgraben wird durch die Steinwiesen Rösche in ein rechtes und linkes Teilstück unterteilt: Rechter Steinwiesen Kunstgraben (mit Betonplatten abgedeckt), Steinwiesen Rösche mit oberem und unterem Mundloch (elliptisches Gewölbe), danach Linker Steinwiesen Kunstgraben, anschließend II. Purschensteiner Rösche mit oberem Mundloch (elliptisches Gewölbe original), Schlussstein bezeichnet mit 1858, darunter Schlägel und Eisen, Stirnmauerwerk nicht denkmalgerecht neu, dünne Steinschalung einer Betonmauer vorgeblendet, (Schalung teils bereits schadhaft) und unterem Mundloch (elliptisches Gewölbe original, Schlussstein bezeichnet mit 1856, darunter Schlägel und Eisen, Stirnmauerwerk nicht denkmalgerecht neu, dünne Steinschalung einer Betonmauer vorgeblendet), der Purschensteiner Kunstgraben führt unter der Freiberger Straße hindurch, das obere Mundloch (elliptisches Gewölbe original, Schlussstein bezeichnet mit 1856, darunter Schlägel und Eisen, Stirnmauerwerk nicht denkmalgerecht neu, im oberen Bereich dünne Steinschalung einer Betonmauer vorgeblendet) der nachfolgenden I. Purschensteiner Rösche befindet sich noch auf Neuhausener Flur, die Rösche wird anschließend auf Dittersbacher Flur fortgesetzt (siehe 09209973). | 09209961 |
| Weitere Bilder                          | Kunstgraben (Heidengraben) | (Flurstücke 1342, 1361, 1345/4, 1346/4, 1360, 1347, 1348/1, 1348/2, 1348/3, 1350, 1351, 1364, 1352, 1316, 1336, 1317, 1321) (Karte)                | 1669 | Siehe auch Gemeinde Seiffen/Erzgeb., 09301159; vom „Schwarzen Teich“ durch das „Deutscheinsiedler Hochmoor“ in westlicher bzw. südlicher Richtung nach Seiffen führend, diente der Zuführung von Aufschlagwasser für die Aufbereitungsanlagen des lokalen Zinnerzbergbaus sowie in späterer Zeit für mehrere Wasserkraftdrehwerke, darunter ein heute im Freilichtmuseum Seiffen erhaltenes (siehe 09236523), bergbau-, technik-, orts- und sozialgeschichtlich von Bedeutung | 09305908 |
| Direkt Bild zu diesem Denkmal hochladen | Sogenannter Taufstein | (Flurstück 1148) (Karte) | Bezeichnet mit 1635 | Natürlicher Felsblock, ortsgeschichtlich von Bedeutung. Felsbrocken (Serpentin) von ca. 70 cm Höhe und ca. 1,20 m Länge und Breite, eingemeißelte Jahreszahl 1635, Hinweistafel: „An diesem Felsblock aus hier anstehendem Serpentinstein fanden der Überlieferung nach im Dreißigjährigen Krieg (1618–1648) Taufen statt, Einwohner des Ortes hatten in den Wäldern Schutz gesucht, über Waldtaufen wird in Neuhausener Kirchenbüchern aus jener Zeit mehrfach berichtet.“ | 09209994 |
| Direkt Bild zu diesem Denkmal hochladen | Forsthaus | Am Alten Gehau 6 (Karte) | Um 1820 | Alte Försterei von Schloss Purschenstein, bau- und ortsgeschichtlich von Bedeutung. Massiv, zweigeschossig, Krüppelwalmdach mit Gauben, originale Haustür, saniert. | 09209960 |
| Direkt Bild zu diesem Denkmal hochladen | Totenhalle, Teile der Einfriedungsmauer und Stützmauern innerhalb des Friedhofs | Am Lärchenberg 1b (Karte) | Um 1900 | Ortsgeschichtlich von Bedeutung | 09209926 |
| Direkt Bild zu diesem Denkmal hochladen | Wohnhaus | Am Lärchenberg 3 (Karte) | Mitte 19. Jahrhundert | Regionaltypischer Fachwerkbau, baugeschichtlich von Bedeutung. Erdgeschoss massiv, Obergeschoss Fachwerk, Satteldach. | 09209931 |
| Direkt Bild zu diesem Denkmal hochladen | Wohnhaus | Am Schloßberg 3 (Karte) | Um 1800 | Weitgehend originaler Fachwerkbau, dokumentiert alte Ortsstruktur, baugeschichtlich von Bedeutung. Erdgeschoss massiv, große Fenster, Obergeschoss Fachwerk (verbrettert), Giebelseite massiv, Giebelfachwerk (verbrettert), Satteldach (Schiefer), Gebäude ist saniert und dient als Spielzeughaus. | 09209607 |
| Weitere Bilder                          | Baude oder Berggasthaus auf dem Schwartenberg (Schwartenbergbaude) | Am Schwartenberg 10 (Karte) | 1927 | Auf dem annähernd 800 m hohen Schwartenberg stehendes, traditionalistisches Gebäude, im Heimatstil im sogenannten Grenzlandstil, weithin sichtbare Landmarke, bau- und ortsgeschichtlich von Bedeutung. Zweigeschossig auf hohem Sockelgeschoss, Walmdach mit Turmaufsatz, Sockelgeschoss und Erdgeschoss verputzt mit Zierbossen, Obergeschoss mit Holz verkleidet. | 09209937 |
| Weitere Bilder                          | Sachgesamtheit Königlich-Sächsische Triangulierung („Europäische Gradmessung im Königreich Sachsen“); Station 82, Schwartenberg | Am Schwartenberg 10 (neben) (Karte) | Bezeichnet mit 1863 | Triangulationssäule; Station 2. Ordnung, bedeutendes Zeugnis der Geodäsie des 19. Jahrhunderts, vermessungsgeschichtlich von Bedeutung. Vermessungssäule aus Niederbobritzscher Granit, Schaft mit abgesetzter Sockel und Abdeckplatte, quadratischer Grundriss mit Inschrift „Station / Schwartenberg / der / Kön.Sächs. / Triangulierung / 1869“, Höhe 1,20 m, Kantenlänge oben 44 cm, später großes Eisenkreuz aufgesetzt. Auf dem knapp 790 m hohen Schwartenberg mit grandioser Rundumsicht befindet sich eine Bergbaude, die der Erzgebirgsverein in den 1920er Jahren errichten ließ. Sie ist noch heute eine Gaststätte mit Übernachtungsmöglichkeit. Der Triangulationspfeiler steht neben der Baude auf der höchsten Stelle des anstehenden Gneisfelsens. Sein rundum ca. 2 cm vorstehender Sockel und der schlankere Pfeileraufsatz aus Granit entstammen der Steinmetzwerkstatt Böhme in Niederbobritzsch, zeigen aber nicht die für diese Herkunft sonst typische, nach oben leicht verjüngte Form. Die ursprüngliche Abdeckung fehlt. Die Erlaubnis zum Aufstellen des Steines erfolgte durch den Rittergutsbesitzer H. v. Schönberg auf Purschenstein am 21. Juni 1869. Eine Genehmigung zum Aufsetzen des heute vorhandenen Kreuzes hingegen ist nicht eingeholt worden. Haldenreste am Westhang des Schwartenberges zeugen vom Bergbau, der seit dem 18. Jahrhundert hier belegt ist. Die Suche nach Silber, Zinn, Kupferkies und Eisenrahm erwies sich aber als wenig erfolgreich, so dass nach dem Versuch einer Wiederbelebung im 19. Jahrhundert der Bergbau endgültig eingestellt wurde. Dieser gab möglicherweise dem Berg seinen Namen: 1737 wurde ein Bergwerk erwähnt, das man als „Fundgrube, die Schwardte“ bezeichnete. | 09209938 |
|                                         | Wohnhaus | Bahnhofstraße 1 (Karte) | Bezeichnet mit 1863 | In markanter städtebaulicher Lage stehendes Fachwerkgebäude mit späterem Ladeneinbau, baugeschichtlich von Bedeutung. Erdgeschoss massiv, alter Türstock mit Datierung, späterer Ladeneinbau, Obergeschoss Fachwerk (verkleidet), Satteldach (Schiefer). | 09209610 |
| Direkt Bild zu diesem Denkmal hochladen | Mietshaus | Bahnhofstraße 6 (Karte) | Um 1900 | Gründerzeitlicher Putzbau in qualitätvoller Gestaltung, baugeschichtlich und städtebaulich von Bedeutung. Souterrain, darüber dreigeschossig, schlichte Putzgliederung, Betonung der Mittelachse durch aufwendigere Gestaltung der Fenstergewände, Walmdach. | 09209614 |
| Weitere Bilder                          | Empfangsgebäude eines Bahnhofs | Bahnhofstraße 7 (Karte) | 1894 | Typische Bahnhofsarchitektur in Klinkerbauweise, an der Bahnstrecke Pockau-Lengefeld–Neuhausen (6618; sä. PN) gelegen, eisenbahn- und ortsgeschichtlich von Bedeutung. Zweigeschossiger Klinkerbau (rot), relativ schlichte Gestaltung, Segmentbogenfenster, Fries ziert den Giebel, Satteldach. | 09209615 |
| Direkt Bild zu diesem Denkmal hochladen | Wohnhaus | Bahnhofstraße 9 (Karte) | Mitte 19. Jahrhundert | Weitgehend originaler Fachwerkbau, baugeschichtlich von Bedeutung. Erdgeschoss massiv, große Fenster, Obergeschoss Fachwerk (verschiefert), Satteldach (ein liegendes Dachfenster). | 09209620 |
| Direkt Bild zu diesem Denkmal hochladen | Laden | Bahnhofstraße 10 (Karte) | 1897 | Original erhaltener Laden mit Meißner Fliesen und Glasmalereien an der Decke, künstlerisch von Bedeutung | 09209616 |
|                                         | Rathaus | Bahnhofstraße 12 (Karte) | Um 1910 | Im Reformstil der Zeit um 1910 errichtet, bau- und ortsgeschichtlich von Bedeutung. Zweigeschossiger Putzbau mit Drempel (verbrettert), Rundbogenfenster mit originalen Fenstergittern im Erdgeschoss, Zwillingsfenster mit wuchtiger Rundsäule im Obergeschoss. | 09209619 |
| Direkt Bild zu diesem Denkmal hochladen | Wohnhaus, Nebengebäude und ehemaliges Werkstattgebäude (heute Nußknacker-Museum) | Bahnhofstraße 20 (Karte) | Ende 19. Jahrhundert | Gründerzeitlicher Putzbau, städtebaulicher Bestandteil der Bahnhofstraße, baugeschichtlich und ortsgeschichtlich von Bedeutung. - Wohnhaus: schlichter zweigeschossiger Putzbau, Sockel, einfache Fensterverdachungen (Nussknackermuseums) - Werkstattgebäude: zwei Baueinheiten, ein Gebäude eingeschossig, Segmentbogenfenster - 2. Gebäude: zweigeschossig | 09209988 |
| Direkt Bild zu diesem Denkmal hochladen | Stuhlfabrik mit technischer Ausstattung (heute Museum) und Schornstein (ehemals Stuhlfabrik Herbert Seidel, heute Technisches Museum „Alte Stuhlfabrik“) | Bahnhofstraße 24a (Karte) | Um 1900 | Schlichter Putzbau, orts- und technikgeschichtlich von Bedeutung. Zwei- bzw. dreigeschossiger Putzbau, sehr schlicht, Satteldach, runder Ziegelschornstein, welcher sich nach oben verjüngt. | 09209989 |
|                                         | Fabrikgebäude (ehemals Schwitters Blumenfabrik und VEB VSI Neuhausen) | Bahnhofstraße 28 (Karte) | Um 1920 | Ehemals Schwitters Blumenfabrik, um 1916 als Unterrichtsgebäude der Gewerbeschule genutzt, später VEB VSI (Vereinigte Sitzmöbelindustrie) Neuhausen, markanter Fabrikbau mit repräsentativer Fassadengestaltung, Eisenbetonkonstruktion, industrie-, bau- und regionalgeschichtlich von Bedeutung. Dreigeschossiger Putzbau über hohem Sockelgeschoss in Natursteinmauerwerk, flankiert von zwei Seitenrisaliten, Mansardwalmdach. | 09209621 |
| Direkt Bild zu diesem Denkmal hochladen | Häuslerhaus | Bienenmühler Straße 2 (Karte) | Mitte 19. Jahrhundert | Regionaltypischer Wohnbau mit Fachwerkobergeschoss, baugeschichtlich von Bedeutung. Erdgeschoss massiv, Obergeschoss Fachwerk (verkleidet), Satteldach. | 09209954 |
| Direkt Bild zu diesem Denkmal hochladen | Wohnhaus | Bienenmühler Straße 5 (Karte) | Mitte 19. Jahrhundert | Zeit- und landschaftstypisches Fachwerkwohnhaus in exponierter Hanglage, baugeschichtlich von Bedeutung. Erdgeschoss massiv, Obergeschoss Fachwerk (verbrettert), Satteldach, Überformungen in Form von großen Fenstern und Anbau im Erdgeschoss. | 09209956 |
| Direkt Bild zu diesem Denkmal hochladen | Wohnhaus | Bienenmühler Straße 6 (Karte) | 1. Hälfte 19. Jahrhundert | Zeit- und landschaftstypisches Fachwerkgebäude, baugeschichtlich von Bedeutung. Erdgeschoss massiv, Obergeschoss Fachwerk (verbrettert), Satteldach, Wand-Öffnungsverhältnis weitgehend intakt | 09209959 |
| Direkt Bild zu diesem Denkmal hochladen | Wohnhaus und Remise | Bienenmühler Straße 9 (Karte) | Um 1930 | Traditionalistische Architektur in gutem Originalzustand, bildprägend auf Anhöhe gelegen, baugeschichtlich von Bedeutung. Eingeschossig, massiv, tief herabgezogenes Satteldach, Giebel verbrettert, originale Fensterläden, Natursteinelemente verleihen Architektur ländlichen Charakter. | 09209957 |
| Direkt Bild zu diesem Denkmal hochladen | Wohnhaus | Bienenmühler Straße 19 (Karte) | 1. Hälfte 19. Jahrhundert | Ländliches Wohnhaus mit Fachwerkobergeschoss, baugeschichtlich von Bedeutung. Erdgeschoss massiv, Obergeschoss Fachwerk (verkleidet), Satteldach. | 09209958 |
| Weitere Bilder                          | Kirche mit Ausstattung und Kirchhof, Einfriedungsmauer sowie Denkmal für die Gefallenen des Ersten Weltkrieges | Brüxer Straße 1 (Karte) | 1865–1868 (Kirche und Kirchenausstattung); nach 1918 (Kriegerdenkmal) | Neugotische Emporenkirche, bau- und ortsgeschichtlich von Bedeutung. - Kirche: Sandsteinbau, eingezogener polygonal geschlossener Westchor, Strebepfeiler, Maßwerkfenster, Westturm mit Zeltdach (siehe Dehio Sachsen II, S. 730) - Kriegerdenkmal: wuchtiges Steinornament, Relief einer Trauernden, Relief eines Kriegers mit Schwert, Namen der Gefallenen und Vermissten | 09209918 |
| Direkt Bild zu diesem Denkmal hochladen | Wohnhaus | Brüxer Straße 2 (Karte) | Um 1870 | Weitgehend original überkommener Putzbau mit Laden in prägnanter städtebaulicher Situation, baugeschichtlich und städtebaulich von Bedeutung. Zweigeschossig, Drempel, Walmdach, Dacherker, Segmentbogenfenster im Erdgeschoss, rechte Erdgeschoss-Seite verändert durch Schaufenstereinbauten. Neuhausen entwickelte sich ab Mitte des 19. Jahrhunderts zu einem Zentrum der Möbelindustrie im Erzgebirge. In der Folge entstanden viele Gebäude mit städtischem Charakter, wie das Rathaus, das Postamt, Fabriken und Wohnhäuser als repräsentative Putzbauten, wovon das Wohnhaus Brüxer Straße 2 ebenfalls Zeugnis ablegt. Der zweigeschossige, traufseitig zur Straße ausgerichtete Putzbau mit Drempel besitzt eine symmetrische Fassadengliederung und wird durch ein Walmdach abgeschlossen. Durch das ansteigende Straßenniveau besitzt das Gebäude an der Westseite ein erhöhtes Sockelgeschoss. Der Zugang zu dem darüber befindlichen Laden erfolgt durch eine vorgelagerte Treppe. Die Straßenfront wird durch einen flachen Mittelrisalit geprägt, der mit einem Dreiecksgiebel im Dachbereich abgeschlossen wird. Er enthält im Erdgeschoss das Hauptportal mit einem Türgewände aus Naturstein und einem aufwendig gestalteten Türblatt mit aus mehreren Glasscheiben zusammensetzten Oberlicht. Die Tür ist von einer fein profilierten Überdachung überfangen, die ein filigranes Ziergitter in der Art einer Balkonbrüstung trägt. Während im Erdgeschoss Segmentbogenfenster die Fassade gliedern, befinden sich im Obergeschoss Rechteckfenster. Schmale rechteckige Doppelfenster zieren zudem umlaufend den Drempel. Mit der Modernisierung des Ladeneinbaus im westlichen Gebäudeteil wurden die originalen Fenstergewände leider zerstört. Von den ursprünglich zweiflügelig mehrfach gesprossten Fenstern hat sich nur eines auf der Rückseite des Gebäudes erhalten. Ein guter originaler Baubestand ist im Inneren anzutreffen. So sind beispielsweise neben Wohnungs- und Zimmertüren ein Einbauschrank im Flur des Obergeschosses sowie Dielen- und Parkettfußböden überkommen. Der Denkmalwert des Wohnhauses ergibt sich somit vorrangig aus dessen äußeren Erscheinungsbild, erhaltenswert sind jedoch die oben bezeichneten Teile der festen Ausstattung als Zeugnisse der Handwerkskunst der Erbauungszeit. Die Denkmalfähigkeit des beschriebenen Gebäudes resultiert aus dem baugeschichtlichen Wert als typischer, in sehr gutem Originalzustand erhaltener gründerzeitlicher Wohnhausbau. Weiterhin ist dieses Gebäude denkmalfähig auf Grund seines städtebaulichen Wertes, da es das Straßenbild dieser stark frequentierten Straße wesentlich prägt. | 09209981 |
| Direkt Bild zu diesem Denkmal hochladen | Pfarrhaus | Brüxer Straße 3 (Karte) | Bezeichnet mit 1732 | Stattlicher barocker Putzbau mit charakteristischem Mansardwalmdach, baugeschichtlich und ortsgeschichtlich von Bedeutung. Breit gelagerter, zweigeschossiger Putzbau, Bruchsteinmauerwerk, originale Fenstergewände. | 09209613 |
| Direkt Bild zu diesem Denkmal hochladen | Wohnhaus | Brüxer Straße 6 (Karte) | Anfang 19. Jahrhundert | Zeit- und landschaftstypisches Wohnhaus in Holzbauweise, baugeschichtlich von Bedeutung. Erdgeschoss und Giebelseiten massiv, Obergeschoss Fachwerk, Krüppelwalmdach. | 09209983 |
| Direkt Bild zu diesem Denkmal hochladen | Wohnhaus | Brüxer Straße 8 (Karte) | 1. Hälfte 19. Jahrhundert | Zeit- und landschaftstypisches Wohnhaus mit Fachwerkobergeschoss (verkleidet), baugeschichtlich von Bedeutung. Erdgeschoss massiv, Krüppelwalmdach. | 09209984 |
| Direkt Bild zu diesem Denkmal hochladen | Wohnstallhaus | Brüxer Straße 12 (Karte) | 1. Hälfte 19. Jahrhundert | Rest der ländlichen Bebauung mit intaktem Fachwerkobergeschoss, baugeschichtlich von Bedeutung. Erdgeschoss massiv, Obergeschoss Fachwerkobergeschoss (zur Hofseite verputzt, Giebelseite zur Straße verkleidet), zwei alte Türstöcke, Satteldach. | 09209922 |
| Direkt Bild zu diesem Denkmal hochladen | Wohnhaus | Brüxer Straße 20 (Karte) | Mitte 19. Jahrhundert | Regionaltypischer Fachwerkbau in gutem Originalzustand, baugeschichtlich von Bedeutung. Erdgeschoss massiv, Obergeschoss Fachwerk (verkleidet), Krüppelwalmdach (Schiefer). | 09209919 |
| Direkt Bild zu diesem Denkmal hochladen | Schule | Brüxer Straße 22b (Karte) | Bezeichnet mit 1928–1929 | In traditionellen Bauformen des Heimatstils, bau- und ortsgeschichtlich von Bedeutung. - jüngeres Schulgebäude (bezeichnet mit 1928–1929): Sockelgeschoss mit rustikaler Steinplattenverkleidung, erstes Obergeschoss verputzt, zweites Obergeschoss verschiefert, markantes Mansardwalmdach mit Dachreiter, plastische Eingangsgestaltung (zwei Kinder) - im Winkel angebaute ältere Schule von 1880 (Abbruch 2014): zweigeschossiger Putzbau, Steingewände, Walmdach | 09209627 |
| Direkt Bild zu diesem Denkmal hochladen | Wohnhaus | Brüxer Straße 23 (Karte) | Um 1870 | Gebäude im neogotischen Stil, für die Region ungewöhnliche Architektur, baugeschichtlich von Bedeutung. Eingeschossig, massiv, böhmische Verbretterung, fein gearbeitete Sandsteingewände, Zwillingsfenster mit gotisierenden Spitzbögen im Giebel, Satteldach. | 09209920 |
| Direkt Bild zu diesem Denkmal hochladen | Wohnhaus | Deutscheinsiedler Weg 2 (Karte) | 2. Hälfte 19. Jahrhundert | Zeittypisches Fachwerkgebäude, baugeschichtlich von Bedeutung. Erdgeschoss massiv, Wand-Öffnungsverhältnis weitestgehend intakt, Obergeschoss Fachwerk (verbrettert), Krüppelwalmdach (Schiefer). | 09209629 |
| Direkt Bild zu diesem Denkmal hochladen | Verwaltungsbau (Allgemeine Ortskrankenkasse und Badeanstalt) | Ernst-Thälmann-Straße 6 (Karte) | Um 1930 | Gebäudegruppe in traditionalistischem Stil, ortsgeschichtlich von Bedeutung. Badeanstalt über eingeschossigem Verbindungsbau angegliedert, Relief im Obergeschoss zwischen zwei Fenstern, Walmdach (Schiefer). - Verwaltungsbau: Erdgeschoss mit groben Natursteinplatten verkleidet, Obergeschoss verputzt, Walmdach, bleiverglaste Treppenhausfenster - Eingang: eingeschossiger Vorbau mit Kupferdach, interessante Gewändegestaltung | 09209625 |
| Direkt Bild zu diesem Denkmal hochladen | Villa und Einfriedung | Ernst-Thälmann-Straße 9 (Karte) | 1930er Jahre | Im traditionalistischem Stil der 1930er Jahre, baugeschichtlich von Bedeutung. Zweigeschossiger Putzbau, im Erdgeschoss Fenster flankiert von Putzrelief (grafische und florale Motive), Walmdach (Schiefer), wahrscheinlich originale Fenster. | 09209623 |
| Direkt Bild zu diesem Denkmal hochladen | Häuslerhaus | Frauenbachstraße 31 (Karte) | Um 1800 | Regionaltypischer Fachwerkbau, baugeschichtlich von Bedeutung. Erdgeschoss massiv, Obergeschoss Fachwerk (verkleidet), Fenster Originalgröße, Satteldach (Schiefer). | 09209942 |
| Direkt Bild zu diesem Denkmal hochladen | Wohnhaus | Frauenbachstraße 60 (Karte) | 1881–1883 | Regionaltypischer Fachwerkbau, baugeschichtlich von Bedeutung. Zweigeschossig, massiv, Obergeschoss verkleidet, Krüppelwalmdach. | 09209939 |
| Direkt Bild zu diesem Denkmal hochladen | Ehemalige Mühle (Brettmühle) | Frauenbachstraße 70 (Karte) | 1860 | Zeittypisches Gebäude, orts- und technikgeschichtliche Bedeutung. Eingeschossig, teils massiv, teils Holzkonstruktion, Satteldach. | 09209941 |
| Direkt Bild zu diesem Denkmal hochladen | Wohnstallhaus, Seitengebäude, Scheune und Wagenremise (Nr. 72) sowie Flachsbrechhaus (Nr. 72b) eines Bauernhofes | Frauenbachstraße 72, 72b (Karte) | 1. Hälfte 19. Jahrhundert (Wohnstallhaus); um 1910 (Stallgebäude) | Weitgehend intakte Hofstruktur mit original erhaltenen Gebäuden, bau- und wirtschaftsgeschichtlich von Bedeutung. - Wohnstallhaus: Erdgeschoss massiv, Obergeschoss Fachwerk (verbrettert), Satteldach - Scheune: Satteldach, Holzkonstruktion, Remise: eingeschossig, Satteldach - Flachsbrechhaus: eingeschossiger Massivbau, Krüppelwalmdach - Stall: eingeschossig, Satteldach | 09209943 |
| Direkt Bild zu diesem Denkmal hochladen | Wohnhaus | Freiberger Straße 5 (Karte) | 1881 | Zeittypischer Putzbau mit Anklängen an den Schweizerstil, baugeschichtlich von Bedeutung. Massiv, eingeschossig, flacher übergiebelter Mittelrisalit, originale Gewände und Haustür, Satteldach, Dacherker, Holzsprengwerk in den Giebeln. | 09209996 |
| Weitere Bilder                          | Ehemalige Fronfeste von Schloss Purschenstein, heute Glashüttenmuseum (Einzeldenkmal der Sachgesamtheit 09305378) | Freiberger Straße 10 (Karte) | Um 1750 | Einzeldenkmal der Sachgesamtheit Rittergut Purschenstein; Putzbau mit markantem Walmdach, heute Glashüttenmuseum, bau- und ortsgeschichtlich von Bedeutung. Zweigeschossig, massiv, Walmdach mit Holzschindeln, alter Glashüttenstandort. | 09209929 |
| Direkt Bild zu diesem Denkmal hochladen | Bauernhaus | Freiberger Straße 22 (Karte) | Um 1800 | Regionaltypischer Fachwerkbau mit verbrettertem Obergeschoss, baugeschichtlich von Bedeutung. Erdgeschoss massiv, Obergeschoss Fachwerk (verbrettert), Satteldach (Schiefer). | 09209928 |
| Weitere Bilder                          | Sogenanntes Großes Vorwerk mit Wohnhaus und Wirtschaftsgebäude über winkligem Grundriss | Freiberger Straße 27 (Karte) | 1833 Dendro | Nördlich von Neuhausen an der ehemaligen Alten Poststraße gelegenes Vorwerk, bau- und ortsgeschichtlich von Bedeutung. - Wohnhaus: eingeschossig, massiv, Giebeldreieck verbrettert, Satteldach - Wirtschaftsgebäude: breit gelagert, zweigeschossig, verputzter Bruchstein, Natursteinfenstergewände, hohes Walmdach | 09209962 |
| Direkt Bild zu diesem Denkmal hochladen | Villa | Neuwernsdorfer Weg 2a (Karte) | 1939/1940 | Zeittypischer Putzbau in gutem Originalzustand, baugeschichtlich von Bedeutung. Massiv, zweigeschossig, Rundbogenportal mit Steinbossen-Verzierungen, Walmdach. | 09209947 |
| Direkt Bild zu diesem Denkmal hochladen | Fabrikgebäude mit Gedenktafel (Möbelfabrik Carl Helbig, ehemals J. W. Fürchtegott Schneider) | Neuwernsdorfer Weg 3 (Karte) | Bezeichnet mit 1867 | Letztes Zeugnis des handwerklich geprägten Produktionsgebäudes der Möbelfabrik J. W. Fürchtegott Schneider, ab 1889 Carl Helbig, von bau- und ortsgeschichtlicher Bedeutung, Möbelherstellung war in Neuhausen und den umliegenden Dörfern wichtigster Wirtschaftszweig zwischen 1880 und bis 1990 und von überregionaler Bedeutung. - Fabrik: zweigeschossiger verputzter Bruchsteinbau, Drempel, fünf zu zehn Achsen, Krüppelwalmdach - Inschriftentafel: „Den 25ten October 1866 früh 3/4 4 Uhr durch den Brand zerstört, durch Gottes Hilfe wieder erbaut im Jahr 1867 von J. W. Fürchtegott Schneider (...)“ Ehemalige produktionsbedingte Anbauten abgebrochen bzw. baulich stark verändert, sind kein Denkmal. | 09209946 |
| Direkt Bild zu diesem Denkmal hochladen | Maschinenbaufabrik Löschner mit Fabrikgebäude, Werkstatt (Verbindungsbau) und Wohnhaus | Neuwernsdorfer Weg 7 (Karte) | 1892 | 1862 gegründetes und noch heute produzierendes Maschinenbauunternehmen, vorrangig Herstellung von Holzbearbeitungsmaschinen für die ortsansässigen Möbelfabriken, weitestgehend originalgetreu erhaltene bildprägende Gebäudeeinheit, orts- und technikgeschichtlich von Bedeutung. - Produktionsgebäude: zweigeschossiger Putzbau mit großen original erhaltene Werkstattfenstern (im Erdgeschoss straßenseitig mit Segmentbögen), 3 × 3 Achsen, Satteldach - eingeschossiger Verbindungsbau: mit Segmentbogenfenstern und Drempel - Wohnhaus: zweigeschossiger Putzbau mit übergiebeltem Mittelrisalit, Satteldach | 09209948 |
| Direkt Bild zu diesem Denkmal hochladen | Wohnhaus und Seitengebäude | Neuwernsdorfer Weg 11 (Karte) | 3. Viertel 19. Jahrhundert | Landschaftstypische Gebäude in gutem Originalzustand, baugeschichtlich von Bedeutung. - Wohnhaus: Erdgeschoss massiv, Obergeschoss Fachwerk (verkleidet), Satteldach (Schiefer) - Nebengebäude: eingeschossig, massiv, Satteldach | 09209949 |
|                                         | Möbelfabrik mit Fabrikgebäude, Kessel- und Maschinenhaus, Turbinenhausanbau, Sägewerk mit angeschlossenem Späneturm sowie Lagergebäude mit integriertem Kontor (Sitzmöbelfabrik Otto Seifert) | Neuwernsdorfer Weg 13 (Karte) | 1919 (Lagerhaus); bezeichnet mit 1927 (Möbelfabrik); 1927 (Fabrikgebäude und Kontorhaus); um 1930 (Turbinenhaus) | 1927 als größte Stuhlfabrik in Deutschland von Otto Seifert errichtet, bildprägende Gebäudegruppe, bau-, orts- und technikgeschichtlich von Bedeutung. - Fabrikgebäude: viergeschossig, Putzbau, originale Sprossenfenster, straßenbildprägend - Turm: fünfgeschossig mit Satteldach, älterer Bauteil von um 1900, Wetterfahne bezeichnet mit „O.S. 1927“ Information von R. Uhlig, Erfassung Industriedenkmale 1994: Lage von Cämmerswalde kommend; Ortseingang links an der Flöha; Sitzmöbelfabrik Otto Seifert, gegründet 1925; 1925 Hauptgebäude (viergeschossig und Dachhalbgeschoss); ab 1943 Irma Matthes, geb. Seifert; 1957 halbstaatlich; 1972 verstaatlicht; VEB Sitzmöbel Neuhausen, Werk 8 (VSI); 1994 privatisiert, Volkmar Matthes, 2016 Leerstand. Denkmalschutz 1994: Firmenschriftzug Nordwestseite äußere Form des Hauptgebäudes mit Seitenturm und Turmspitze. | 09209951 |
| Direkt Bild zu diesem Denkmal hochladen | Fabrikantenwohnhaus | Neuwernsdorfer Weg 17 (Karte) | Um 1900 | Zeittypischer Putzbau, Wohnhaus des Fabrikanten Seifert, ortsgeschichtlich von Bedeutung. Zweigeschossig, massiv, Satteldach, Gewände verziert durch Klinkereinfassungen. | 09209952 |
| Direkt Bild zu diesem Denkmal hochladen | Wohnhaus | Neuwernsdorfer Weg 22 (Karte) | 1671 Dendro | Obergeschoss Fachwerk verbrettert, Bestandteil der alten Ortsstruktur, baugeschichtlich von Bedeutung. Erdgeschoss massiv, Obergeschoss Fachwerk (verbrettert), Obergeschoss durch breite Fenster beeinträchtigt, Satteldach. | 09209653 |
| Direkt Bild zu diesem Denkmal hochladen | Stuhlfabrik Schlieder | Olbernhauer Straße 3 (Karte) | 1927 | Zeittypischer Putzbau, Fabrikgebäude als Teil des im ausgehenden 19. Jahrhunderts für Sachsen und nach 1945 auch für die DDR wirtschaftlich bedeutenden Stuhlbaus in Neuhausen von orts- und baugeschichtlicher Bedeutung. Zweigeschossiger Massivbau, Mansardwalmdach, originale Fenster. | 09209923 |
| Direkt Bild zu diesem Denkmal hochladen | Wohnhaus | Olbernhauer Straße 6 (Karte) | 2. Viertel 19. Jahrhundert | Regionaltypisches Gebäude mit verkleidetem Fachwerkobergeschoss, baugeschichtlich von Bedeutung. Erdgeschoss massiv mit Überformungen, Obergeschoss Fachwerk (verkleidet), Krüppelwalmdach. | 09209997 |
| Direkt Bild zu diesem Denkmal hochladen | Villa, Remise und Einfriedung | Poststraße 1 (Karte) | Um 1900 | Bildprägende Villa in gründerzeitlicher Formensprache, repräsentative Gestaltung, baugeschichtlich von Bedeutung. - Villa: zweigeschossiger Putzbau, zwei Dacherker, aufwendige Fenstergewände, Holzerker im Obergeschoss (vermutlich später hinzugefügt) - Remise: eingeschossiger Putzbau mit Satteldach | 09209618 |
| Direkt Bild zu diesem Denkmal hochladen | Mietshaus in Ecklage | Poststraße 2 (Karte) | Um 1900 | In städtebaulich markanter Ecklage stehender Gründerzeitbau, baugeschichtlich von Bedeutung | 09209617 |
| Direkt Bild zu diesem Denkmal hochladen | Postgebäude | Poststraße 3 (Karte) | Um 1930 | Zeittypische traditionelle Architektur, ortsgeschichtlich von Bedeutung. Zweigeschossiger Putzbau über hohem Sockelgeschoss aus Naturstein, Fensterläden im Obergeschoss, Satteldach (Schiefer). | 09209639 |
| Weitere Bilder                          | Schloss und Rittergut Purschenstein (Sachgesamtheit) | Purschenstein 1, 2, 3, 4 (gegenüber), Freiberger Straße 10 (Karte)                                                                                 | 13.–16. Jahrhundert (Befestigungsanlage); ab 13. Jahrhundert (Burgberg) | Sachgesamtheit Rittergut Purschenstein mit folgenden Einzeldenkmalen: Schloss als Dreiflügelanlage mit nordwestlichem Bergfried (Rundturm), südwestlichem Treppenturm (Wendelstein), Bogengang, östlichem Kapellenturm, südlichem Torhaus und Einfriedungsmauern (Nr. 1), Rentamt (Nr. 2), Remisengebäude (Nr. 3) sowie Verwalterhaus und Wirtschaftsgebäude des ehemaligen Rittergutes gegenüber Nr. 4 (09209927), die ehemalige Fronfeste (09209929, Freiberger Straße 10), Schlosspark (Gartendenkmal) und folgenden Sachgesamtheitsteilen: Nebengebäude des Rentamts (neben Nr. 2) sowie Burgberg; Anlage von großer baugeschichtlicher, ortsgeschichtlicher und landschaftsprägender Bedeutung (Dehio Sachsen II) | 09305378 |
| Weitere Bilder                          | Schloss als Dreiflügelanlage mit nordwestlichem Bergfried (Rundturm), südwestlichem Treppenturm (Wendelstein), Bogengang, östlichem Kapellenturm, südlichem Torhaus und Einfriedungsmauern (Nr. 1), Rentamt (Nr. 2), Remisengebäude (Nr. 3) sowie Verwalterhaus und Wirtschaftsgebäude des ehemaligen Rittergutes (gegenüber Nr. 4), Einzeldenkmale der Sachgesamtheit 09305378                                           | Purschenstein 1, 2, 3, 4 (gegenüber) (Karte) | 13.–16. Jahrhundert (Befestigungsanlage); um 1550 (Hauptgebäude); im Kern 16. Jahrhundert, später überformt (Rentamt, Nr. 2); bezeichnet mit 1842, neben Nr. 4 (Gutsverwalterhaus); 19. Jahrhundert (Wirtschaftsgebäude) | Einzeldenkmale der Sachgesamtheit Rittergut Purschenstein; von landschaftsprägender Wirkung, ortsgeschichtliche Bedeutung, siehe Dehio Sachsen II, S. 730. Nebengebäude: Renaissancebau, Krüppelwalmdach, Dreiviertel-Stabgewände. | 09209927 |
| Direkt Bild zu diesem Denkmal hochladen | Wohnstallhaus | Purschenstein 7 (Karte) | Um 1800 | Zeit- und landschaftstypischer Fachwerkbau, baugeschichtlich von Bedeutung. Erdgeschoss massiv, Obergeschoss in Teilen Fachwerk (verbrettert, verkleidet), Satteldach. | 09209991 |
| Direkt Bild zu diesem Denkmal hochladen | Wohnhaus | Schloßgasse 3 (Karte) | Mitte 19. Jahrhundert | Zeittypisches Wohnhaus mit verkleidetem Fachwerkobergeschoss, baugeschichtlich von Bedeutung. Erdgeschoss massiv, Obergeschoss Fachwerk (verbrettert, verkleidet), Satteldach (Dachpappe), Wand-Öffnungsverhältnis intakt. | 09209642 |
| Direkt Bild zu diesem Denkmal hochladen | Wohnhaus | Schloßgasse 9 (Karte) | 1. Hälfte 19. Jahrhundert | Landschaftstypisches Wohnhaus mit verkleidetem Fachwerkobergeschoss, baugeschichtlich von Bedeutung. Erdgeschoss massiv, Obergeschoss Fachwerk (verkleidet), Krüppelwalmdach (Schiefer). | 09209647 |
| Direkt Bild zu diesem Denkmal hochladen | Bauernhaus mit Anbau und Scheune eines Zweiseithofes | Schwartenbergweg 11 (Karte) | Um 1830 | Landschaftstypischer Bauernhof in Holzbauweise, intakte Hofstruktur, bau- und wirtschaftsgeschichtlich von Bedeutung. - Bauernhaus: Erdgeschoss massiv, Obergeschoss Fachwerk (verbrettert), Krüppelwalmdach, Giebelseite Fachwerk (verschiefert) - Scheune: Holzkonstruktion | 09209933 |
| Direkt Bild zu diesem Denkmal hochladen | Bauernhaus, Seitengebäude und Scheune eines Dreiseithofes | Schwartenbergweg 28 (Karte) | Mitte 19. Jahrhundert | Landschaftstypischer Bauernhof mit intakter Hofstruktur, bau- und wirtschaftsgeschichtlich von Bedeutung. - Seitengebäude: Erdgeschoss massiv, Obergeschoss Fachwerk verkleidet, Satteldach - Scheune: Holzkonstruktion, Satteldach - Wohnhaus: Erdgeschoss massiv, Obergeschoss Fachwerk (verkleidet), Satteldach | 09209932 |
| Direkt Bild zu diesem Denkmal hochladen | Wohnstallhaus und Scheune eines Bauernhofes | Wiesenweg 1 (Karte) | Um 1800 | Wohnstallhaus bildprägender Fachwerkbau, baugeschichtlich von Bedeutung. - Wohnstallhaus: Erdgeschoss massiv, Obergeschoss Fachwerk, Satteldach (Schiefer) - Scheune: Holzkonstruktion, Satteldach | 09209940 |
| Direkt Bild zu diesem Denkmal hochladen | Wohnhaus | Wiesenweg 6 (Karte) | Mitte 19. Jahrhundert | Zeit- und landschaftstypische Holzbauweise, baugeschichtlich von Bedeutung. Erdgeschoss massiv, Obergeschoss Fachwerk (verbrettert, verkleidet), Satteldach. | 09209945 |

## Cämmerswalde
| Bild                                    | Bezeichnung | Lage | Datierung                                                                                  | Beschreibung | ID       |
| --------------------------------------- | --- | --- | ------------------------------------------------------------------------------------------ | --- | -------- |
|                                         | Sachgesamtheitsbestandteil der Sachgesamtheit Revierwasserlaufanstalt im Ortsteil Cämmerswalde mit Einzeldenkmalen | (Flurstücke 623/2, 625a, 633/5, 773/5, 632, 642/1, 643/3, 644/3, 745/9, 736, 733a, 675b, 771/3, 729a, 730/2, 809, 810/2, 811/1, 812a, 817/2, 712d, 820/4, 819/1) (Karte)               | 16.–18. Jahrhundert                                                                        | Sachgesamtheitsbestandteil der Revierwasserlaufanstalt im Ortsteil Cämmerswalde mit den Einzeldenkmalen: Hemmberg Rösche einschließlich Mundloch, Verbindungs- und Zuführungsgraben, II. Cämmerswalder Rösche mit drei Mundlöchern und zwei Schrifttafeln, Cämmerswalder Kunstgraben einschließlich aller Gewölbebrücken, I. Cämmerswalder Rösche einschließlich beider Mundlöcher und einem Grenzstein, Pfaffenholz Kunstgraben einschließlich aller Gewölbebrücken sowie Pfaffenholz Rösche einschließlich einem Mundloch (siehe 09209683); landschaftsbildprägende Bestandteile eines umfangreichen Systems der bergmännischen Wasserwirtschaft zur Versorgung des Freiberger Bergbaus mit Aufschlagwasser, bergbau- und ortsgeschichtlich von besonderer Bedeutung (siehe auch die Sachgesamtheit 08991218, Großhartmannsdorf), seit 2019 zugehörig zur Kernzone und Pufferzone des UNESCO-Welterbes Montanregion Erzgebirge/Krušnohoří | 09305367 |
|                                         | Hemmberg Rösche einschließlich Mundloch, Verbindungs- und Zuführungsgraben, II. Cämmerswalder Rösche mit drei Mundlöchern und zwei Schrifttafeln, Cämmerswalder Kunstgraben einschließlich aller Gewölbebrücken, I. Cämmerswalder Rösche einschließlich beider Mundlöcher und einem Grenzstein, Pfaffenholz Kunstgraben einschließlich aller Gewölbebrücken sowie Pfaffenholz Rösche einschließlich einem Mundloch (Einzeldenkmale der Sachgesamtheit 09305367) | (Flurstücke 617/4, 773/8, 623/2, 625a, 633/5, 773/5, 632, 642/1, 643/3, 644/3, 745/9, 736, 733a, 675b, 771/3, 729a, 730/2, 809, 810/2, 811/1, 812a, 817/2, 712d, 820/4, 819/1) (Karte) | 1858–1863                                                                                  | Einzeldenkmale der Sachgesamtheit Revierwasserlaufanstalt; landschaftsbildprägende Bestandteile eines umfangreichen Systems der bergmännischen Wasserwirtschaft zur Versorgung des Freiberger Bergbaus mit Aufschlagwasser, bergbau- und ortsgeschichtlich von besonderer Bedeutung, seit 2019 zugehörig zur Kernzone und Pufferzone des UNESCO-Welterbes Montanregion Erzgebirge/Krušnohoří Heutiger Anfangspunkt der Revierwasserlaufanstalt: Hemmberg Rösche (auch III. Cämmerswalder Rösche genannt), beginnend an der Talsperre Rauschenbach, ursprünglicher Anfangspunkt der RWA war der sogenannte Neuwernsdorfer Wasserteiler, ein 1882 errichtetes Wehr zur regulierten Wasserentnahme aus der Flöha, mit dem Bau der Talsperre Rauschenbach 1968 nunmehr funktionslos in deren Stauraum, ebenso wurden die anschließende Flöha Rösche und der nachfolgende Flöhatal Kunstgraben überstaut, am Mundloch der Hemmberg Rösche (bezeichnet mit 1862, mit neuer Betonabdeckplatte) Beginn eines kurzen Verbindungsgrabens, dieser auf einem Erddamm geführt (überwiegend Betonplattenabdeckung), mit linksseitigem Abschlag in den Cämmerswalde Dorfbach, endet am südlichen oberen Mundloch der II. Cämmerswalder Rösche (im Schlussstein bezeichnet mit 1861, Betonplatte darüber bezeichnet mit 1960, mit zwei Eisentafeln „Wasserversorgung des Bergreviers Freiberg“ und „Vollendet 1882 / Bornemann, Stf. / Band, Oberstgr,“, befanden sich ursprünglich am Neuwernsdorfer Wasserteiler, dort 1968 geborgen und an das nunmehr höchstgelegene Röschenmundloch montiert), der Cämmerswalder Dorfbach selbst wird talaufwärts von einem weiteren Kunstgraben „angezapft“ (Zuführungsgraben, mit Betonplatten abgedeckt), der zum nördlichen oberen Mundloch der II. Cämmerswalder Rösche führt, die II. Cämmerswalder Rösche endet nach kurzer Strecke am unteren Mundloch, ab hier Weiterführung des Wassers im Cämmerswalder Kunstgraben, dieser mit Betonplattenabdeckung, unter Straßen verröscht, Kunstgraben findet seine Fortsetzung in der I. Cämmerswalder Rösche, am oberen Mundloch der I. Cämmerswalder Rösche ein Grenzstein, unteres Mundloch westlich hinter einem kleinen Höhenrücken (Bruchsteingewölbe original, Stirnmauerwerk neu gesetzt), der anschließende Pfaffenholz Kunstgraben ist wieder mit Betonplatten abgedeckt und mündet in der Pfaffenholz Rösche mit oberem Mundloch (Bruchsteingewölbe original, Stirnmauerwerk neu gesetzt) noch auf Cämmerswalder Flur, das untere Mundloch liegt bereits auf Neuhausener Flur (09209961). | 09209683 |
|                                         | Wohnhaus | An der Lösermühle 4 (Karte) | Mitte 19. Jahrhundert                                                                      | Zeit- und landschaftstypisches Wohnhaus in Fachwerkbauweise, baugeschichtlich von Bedeutung. Erdgeschoss massiv, Obergeschoss Fachwerk (verkleidet), Satteldach (Schiefer). | 09209693 |
|                                         | Wohnhaus | An der Lösermühle 6 (Karte) | Mitte 19. Jahrhundert                                                                      | Zeit- und landschaftstypisches Wohnhaus in Fachwerkbauweise, baugeschichtlich von Bedeutung. Erdgeschoss massiv, Obergeschoss Fachwerk (verkleidet), Satteldach. | 09209694 |
|                                         | Floßgraben (Neugrabenflöße, Georgenthaler Floßgraben) | Halbe Metze (Karte) | 1624–1629                                                                                  | Teilstücke eines ursprünglich etwa 18 km langen Floßgrabens von der Flöha beim böhmischen Fleyh/Fláje über die Wasserscheide bei Cämmerswalde bis zur Freiberger Mulde bei Clausnitz, als sog. „Neugrabenflöße“ bedeutender Bestandteil der „Muldenflöße“ zur Brennstoffversorgung Freibergs und insbesondere der dortigen Schmelzhütten, überwiegend nicht mehr wasserführendes, aber im Gelände deutlich erkennbares Grabenprofil mit seitlichem Grabenweg, landschaftsgestaltende Zeugnisse der 245 Jahre andauernden, für das Florieren der Freiberger Hüttenwerke unabdingbaren und das Leben der umliegenden Gemeinden jährlich wiederkehrend prägenden Flößerei, von großer regionalgeschichtlicher, versorgungsgeschichtlicher und montangeschichtlicher Bedeutung (siehe 09209656 in der Gemeinde Rechenberg-Bienenmühle zum Teilstück im Ortsteil Holzhau sowie 08990928 zum ausgebauten Clausnitzer Dorfbach) | 09209668 |
|                                         | Wohnstallhaus | Halbe Metze 4 (Karte) | Mitte 19. Jahrhundert                                                                      | Weitgehend original erhaltenes Zeugnis ländlicher Volksbauweise, baugeschichtlich von Bedeutung. Erdgeschoss massiv, Obergeschoss Fachwerk (verkleidet), Satteldach (Schiefer). | 09209667 |
|                                         | Wohnstallhaus und Scheune eines Gehöfts | Halbe Metze 6 (Karte) | Mitte 19. Jahrhundert                                                                      | Zeittypische Hofanlage mit regionaltypischem Fachwerkwohnhaus, bau- und wirtschaftsgeschichtlich von Bedeutung. Wohnstallhaus: Erdgeschoss massiv, Obergeschoss Fachwerk (verkleidet), Satteldach. | 09209670 |
|                                         | Wohnstallhaus | Halbe Metze 7 (Karte) | Um 1800                                                                                    | Regionaltypisches Fachwerkhaus, guter Originalzustand, baugeschichtlich von Bedeutung. Erdgeschoss massiv, Obergeschoss Fachwerk (verkleidet), Satteldach, im Erdgeschoss Überformungen, entstellender Garagenanbau. | 09209669 |
| Weitere Bilder                          | Kirche mit Ausstattung und Kirchhof mit Einfriedungsmauer, Torhaus, Denkmal für die Gefallenen des Ersten und Zweiten Weltkrieges sowie Soldatengrab | Hauptstraße (Karte) | 1419–1422 (Kirche); 16. Jahrhundert (Taufe); 1706 (Kanzel und Beichtstuhl); 1728 (Fassung) | Saalkirche mit barockem Dachreiter, baugeschichtlich, ortsgeschichtlich und ortsbildprägend von Bedeutung. - Kirche: verputzter Bruchsteinbau mit dreiseitigem Chorschluss, hölzerner Dachreiter mit welscher Haube, Vorbau im Westen - Torhaus: Eingang zum Kirchhof, Oberbau Holzkonstruktion, Satteldach (Schiefer) - Kriegerdenkmal (Erster Weltkrieg): hohe Steinstele, bestehend aus vier hochrechteckigen Steinblöcken, Relief: Schwert mit Eichenlaub, an den Seiten Namen der Gefallenen - Soldatengrab: für Wladimir Risow (19. Mai 1925 bis 1. September 1944), schlichtes Holzkreuz („Hier ruht ein Sowjetbürger, der seinem Leben selbst ein Ende setzte“. Grabkreuz mit Inschrift, Material: Holz, errichtet: 1944) - Kriegerdenkmal (Erster und Zweiter Weltkrieg): Stahlkreuz an der Kirche, darunter zwei Steine mit Inschrift „Gedenket unserer Brüder und Schwestern 1914–1918, 1939–1945, Die Gabe Gottes ist das ewige Leben in Christo Jesu unserem Herrn“ (Römer 6,23 b) | 09209648 |
|                                         | Wohnstallhaus | Hauptstraße 8 (Karte) | 1. Viertel 19. Jahrhundert                                                                 | Stattlicher Fachwerkbau in gutem Originalzustand, baugeschichtlich von Bedeutung. Erdgeschoss massiv, Obergeschoss und Giebel Fachwerk (verkleidet), Satteldach. | 09209666 |
|                                         | Wohnstallhaus | Hauptstraße 22 (Karte) | Um 1800                                                                                    | Straßenbildprägender Fachwerkbau mit verbrettertem Obergeschoss, baugeschichtlich von Bedeutung. Erdgeschoss massiv, Obergeschoss Fachwerk (verbrettert, Giebel Zierverbretterung), Satteldach, saniert. | 09209664 |
|                                         | Bauernhaus | Hauptstraße 25 (Karte) | 1. Hälfte 19. Jahrhundert                                                                  | Landschaftstypisches Fachwerkgebäude in gutem Originalzustand, baugeschichtlich von Bedeutung. Erdgeschoss massiv, Obergeschoss Fachwerk, Giebelseite verbrettert und verschiefert, Satteldach. | 09209660 |
|                                         | Wohnhaus mit integrierter Scheune | Hauptstraße 26 (Karte) | Um 1800                                                                                    | Landschaftstypische Holzbauweise, baugeschichtlich von Bedeutung. Erdgeschoss massiv, Obergeschoss Fachwerk, Giebelseite verschiefert, Satteldach, Scheunenteil in Holzkonstruktion. | 09209662 |
|                                         | Bauernhaus (mit Anbau) | Hauptstraße 31 (Karte) | 18. Jahrhundert                                                                            | Regionaltypischer Fachwerkbau als Bestandteil der alten Ortsstruktur, baugeschichtlich von Bedeutung. L-förmiger Grundriss, Erdgeschoss massiv, Obergeschoss in Teilen Fachwerkkonstruktion, Straßenseite massiv, Giebel Fachwerk mit Zierverbretterung, Satteldach (Schiefer), Überformungen (Garage). | 09209661 |
|                                         | Ehemaliges Erbgericht | Hauptstraße 48 (Karte) | Um 1860                                                                                    | Bildprägender Fachwerkbau mit baugeschichtlicher und ortsgeschichtlicher Bedeutung. Erdgeschoss massiv, Obergeschoss Fachwerk, Satteldach, saniert, neue Fenster. | 09209659 |
|                                         | Wohnstallhaus | Hauptstraße 54 (Karte) | 18. Jahrhundert, im Kern wohl älter                                                        | Im Ortszentrum befindlicher regionaltypischer Fachwerkbau, Teil der alten Ortstsruktur, baugeschichtlich von Bedeutung. Erdgeschoss massiv, Obergeschoss Fachwerk (verschiefert), hohes Satteldach (Dachpappe), Giebelseite Fachwerk verschiefert. | 09209658 |
|                                         | Gasthof | Hauptstraße 55 (Karte) | Um 1840                                                                                    | In Ortsmitte gelegener Fachwerkbau mit jüngerem Anbau, baugeschichtlich, ortsgeschichtlich und straßenbildprägend von Bedeutung. Erdgeschoss massiv, Obergeschoss Fachwerk (zum Teil massiv – drei Fensterachsen), Krüppelwalmdach (Dachpappe). | 09209651 |
|                                         | Wohnhaus | Hauptstraße 57 (Karte) | Um 1820                                                                                    | Fachwerkbau in gutem Originalzustand, baugeschichtlich von Bedeutung. Durch unmittelbare Nähe zur Kirche ortsbildprägend, Erdgeschoss massiv, Wand-Öffnungsverhältnis intakt, Obergeschoss Fachwerk, mit rotem Holz verbrettert, dieses in Zierformen liegend, Satteldach (Dachpappe), Giebel mit Holz verbrettert, ebenfalls verziert. | 09209649 |
|                                         | Wohnhaus | Hauptstraße 58 (Karte) | Um 1870                                                                                    | Weitgehend originaler Massivbau im Ortszentrum, dokumentiert alte Ortsstruktur, baugeschichtlich von Bedeutung. Zweigeschossig, Satteldach, steinerne Fenster- und Türgewände, Portal mit Verdachung. | 09209650 |
|                                         | Pfarrhaus | Hauptstraße 61 (Karte) | 1. Hälfte 18. Jahrhundert                                                                  | Stattlicher Bau mit verbrettertem Fachwerkobergeschoss, bau-, haus- und ortsgeschichtlich von Bedeutung. Erdgeschoss massiv, Wand-Öffnungsverhältnis intakt, Segmentbogenportal, Obergeschoss Fachwerk mit Zierverbretterung, Giebel ebenfalls Zierverbretterung, hohes Satteldach, rückwärtiger eingeschossiger Anbau (möglicherweise altes Backhaus). | 09209652 |
|                                         | Wohnstallhaus | Hauptstraße 70 (Karte) | 1. Viertel 19. Jahrhundert                                                                 | Regionaltypischer Fachwerkbau als Bestandteil der alten Ortsstruktur, baugeschichtlich von Bedeutung. Erdgeschoss massiv, Obergeschoss Fachwerk, zur Straßenseite mit Kunstschiefer verkleidet, Giebelseite Zierverbretterung, Satteldach (Schiefer), entstellender Anbau. | 09209655 |
|                                         | Wohnstallhaus eines Zweiseithofes und Einfriedungsmauer | Hauptstraße 74 (Karte) | 1. Viertel 19. Jahrhundert                                                                 | Regionaltypischer Fachwerkbau, Bestandteil der alten Ortsstruktur, baugeschichtlich von Bedeutung. Erdgeschoss massiv, Obergeschoss Fachwerk (zum Teil verbrettert), Giebelseite Sichtfachwerk, Giebelseite (verschiefert), Satteldach, zur Hofseite: Wand-Öffnungsverhältnis nicht mehr intakt, Reste einer Bruchsteinmauer. | 09209657 |
|                                         | Häusleranwesen | Hauptstraße 83 (Karte) | Um 1800                                                                                    | Zeittypisches Fachwerkhaus in gutem Originalzustand, baugeschichtlich von Bedeutung. - außen: zweigeschossig, fünf Achsen, Erdgeschoss massiv mit Graupelputz (Bruchsteinmauerwerk), Fachwerk Obergeschoss verkleidet, Satteldach mit altdeutscher Schieferdeckung, Fensteranordnung und Kubatur des Hauses erhalten, Türportal und originale Fenster sowie Haustür nicht erhalten, giebelseitig nachträglicher zweigeschossiger Garagenanbau (keine wesentliche Beeinträchtigung) - innen: Stallteil nicht, erhalten, Mittelflur, beiderseits Wohnräume, Fensterlaibungen im Erdgeschoss teilweise mit Korbbögen bzw. Segmentbögen abschließend, Zugang zu Bergkeller mit Tonnengewölbe (später erweitert), Treppe erneuert, Kehlbalkendach mit einfach stehendem Stuhl und doppelten Unterzügen, Giebelwand mit Dachstuhl durch aufgeblattete und gekreuzte Streben verbunden, Windverband seitlich angeordnet, zwei ausgebaute Dachkammern: bau- und sozialgeschichtlicher Wert | 09209671 |
|                                         | Wohnhaus | Hauptstraße 85 (Karte) | 1. Hälfte 19. Jahrhundert                                                                  | Weitgehend original erhaltener, regionaltypischer Fachwerkbau, baugeschichtlich von Bedeutung. Erdgeschoss massiv, Obergeschoss Fachwerk (verschiefert), Satteldach (Schiefer). | 09209672 |
|                                         | Wohnstallhaus | Hauptstraße 96 (Karte) | 1. Hälfte 18. Jahrhundert                                                                  | Stattlicher Fachwerkbau in sehr gutem Originalzustand, prägnantes Beispiel für die Holzbauweise, baugeschichtlich, hausgeschichtlich und ortsbildprägend von Bedeutung. Erdgeschoss massiv, Obergeschoss und Giebel Fachwerk (verbrettert, verschiefert), Satteldach. | 09209674 |
| Weitere Bilder                          | Flugzeug | Hauptstraße 104 (hinter) (Karte) | 1957/1960                                                                                  | Zeugnis der Verkehrsgeschichte der DDR, technikgeschichtlich von Bedeutung. Typ Iljuschin Il-14, Herstellerwerk Dresden, Motoren: 2, 14-Zylinder-Doppelsternmotoren, luftgekühlt, je 1900 PS, Tankinhalt: 3200 l, Passagiere: 32, Länge: 21,3 m, Spannweite: 31,7 m, Höhe: 7,9 m, Luftschrauben: 3,8 m, Rumpfbreite: 2,8 m, Rüstmasse: 12,2 t, Zuladung: 4,8 t, Startmasse: 17 t, Höchstgeschwindigkeit: 395 km/h, Flughöhe: 3000 m, Reichweite: 3200 km (ohne Passagiere), Steigleistung: 6,2 m/s. | 09209686 |
| Direkt Bild zu diesem Denkmal hochladen | Wohnstallhaus | Hauptstraße 104a (Karte) | Bezeichnet mit 1800                                                                        | Landschaftstypischer Fachwerkbau, Teil der alten Ortstsruktur, baugeschichtlich von Bedeutung. Erdgeschoss massiv, Stichbogenportal mit Schlussstein, Obergeschoss Fachwerk (verbrettert), Satteldach, baufällig, leerstehend. | 09209676 |
|                                         | Häuslerhaus | Hauptstraße 106 (Karte) | Um 1800                                                                                    | Sehr gut erhaltenes Zeugnis ländlicher Volksbauweise, baugeschichtlich von Bedeutung. Erdgeschoss massiv, Obergeschoss Fachwerk, mit Zierverbretterung verkleidet, Giebel Fachwerk (verkleidet), Satteldach. | 09209675 |
|                                         | Spritzenhaus und Gedenktafel | Hauptstraße 106 (neben) (Karte) | 1874                                                                                       | Von ortshistorischer Bedeutung. Tafel: „Erbaut 1874 zur Aufbewahrung der von Herrn Carl Scharschuh allhier hiesiger Gemeinde geschützten Feuerspritze“, kleine Sandsteintafel, eingelassen in die Wand des Feuerspritzenhauses, kleiner eingeschossiger Bau mit Zeltdach. | 09209677 |
|                                         | Wohnhaus | Hauptstraße 114 (Karte) | Um 1800                                                                                    | Bildprägender Fachwerkbau, dokumentiert alte Dorfstruktur, baugeschichtlich von Bedeutung. Erdgeschoss massiv, Obergeschoss Fachwerk, eine Giebelseite mit Holz verkleidet, Satteldach. | 09209678 |
|                                         | Gasthaus | Hauptstraße 117 (Karte) | Um 1800                                                                                    | Regionaltypische Fachwerkbauweise, baugeschichtlich, ortsgeschichtlich und straßenbildprägend von Bedeutung. Erdgeschoss massiv, Obergeschoss Fachwerk, Giebelseite mit Zierverbretterung verkleidet, Satteldach (Schiefer), Wand-Öffnungsverhältnis unverändert. | 09209679 |
|                                         | Wohnhaus | Hauptstraße 122 (Karte) | Anfang 18. Jahrhundert                                                                     | Landschaftstypisches Wohnhaus mit Fachwerkobergeschoss, bau- und hausgeschichtlich von Bedeutung. Erdgeschoss massiv, Obergeschoss Fachwerk (verbrettert), Satteldach, Anbau zum Teil massiv. | 09209681 |
|                                         | Stuhlfabrik, bestehend aus drei Gebäuden | Hauptstraße 128 (Karte) | Um 1700                                                                                    | Stattliche Gebäudegruppe mit großer bau-, orts- und technikgeschichtlicher Bedeutung. Eingeschossig, bestehend aus drei Gebäudeeinheiten: Holzschuppen, Verbindungstrakt, eigentliches Fabrikgebäude, Krüppelwalmdach. | 09209685 |
|                                         | Wohnstallhaus | Hauptstraße 129 (Karte) | 18. Jahrhundert                                                                            | Bildprägender, regionaltypischer Fachwerkbau, baugeschichtlich von Bedeutung. Erdgeschoss massiv, Obergeschoss Fachwerk, Satteldach, im Erdgeschoss zwei breite Fenster. | 09209684 |
|                                         | Scheune | Hauptstraße 134 (Karte) | 2. Hälfte 19. Jahrhundert                                                                  | Scheune verbretterte Holzkonstruktion, baugeschichtlich von Bedeutung. - Scheune: verbretterte Holzkonstruktion, ein kleiner massiver Teil im Erdgeschoss, zur Hofseite zwei gestaffelte Vorbauten - Wohnhaus: massiver Putzbau mit Satteldach, Hofseite Wohnhaus stark überformt (Garage), Streichung 2015, kein ausreichender Denkmalwert vorhanden | 09209687 |
|                                         | Wohnstallhaus, Seitengebäude und Scheune eines Gehöfts | Hauptstraße 143 (Karte) | Anfang 19. Jahrhundert                                                                     | Sehr gut erhaltenes Beispiel eines Wohnstallhauses mit Fachwerkobergeschoss, intakte Hofstruktur, bau- und wirtschaftsgeschichtlich von Bedeutung. - Wohnstallhaus: Erdgeschoss massiv, Obergeschoss Fachwerk mit Zier-Holzverkleidung, Satteldach (Schiefer), Aborterker - Seitengebäude: eingeschossig, massiv, Satteldach - Scheune: Holzkonstruktion, Satteldach | 09209688 |
|                                         | Wohnhaus | Hauptstraße 164 (Karte) | Um 1930                                                                                    | Im traditionalistischen Stil der Zeit um 1930 errichtetes Wohnhaus, baugeschichtlich von Bedeutung. Zweigeschossig, Obergeschoss verbrettert, Satteldach (Schiefer), originale Fensterläden. | 09209689 |
|                                         | Häuslerhaus | Hauptstraße 165 (Karte) | Um 1800                                                                                    | Original erhaltenes Häusleranwesen in Fachwerkbauweise, baugeschichtlich und straßenbildprägend von Bedeutung. Erdgeschoss massiv, Obergeschoss Fachwerk (zum Teil verschiefert), Giebelseite Fachwerk, Giebel mit Zierverbretterung, verkleidet. | 09209690 |
|                                         | Häuslerhaus | Hauptstraße 166 (Karte) | Um 1800                                                                                    | Zeittypisches Wohnhaus in sehr gutem Originalzustand, baugeschichtlich von Bedeutung. Eingeschossig, massiv, Satteldach. | 09209691 |

## Dittersbach
| Bild                                    | Bezeichnung | Lage | Datierung                                                               | Beschreibung | ID       |
| --------------------------------------- | --- | --- | ----------------------------------------------------------------------- | --- | -------- |
|                                         | Sachgesamtheitsbestandteil der Sachgesamtheit Revierwasserlaufanstalt im Ortsteil Dittersbach mit Einzeldenkmalen               | (Flurstücke 89/1, 88/1, 90, 92a, 93a, 67c, 255, 68a, 72a, 72g, 254, 11g, 12, 5/1, 175, 146, 17, 258, 143, 140, 130, 259, 131) (Karte) | 16.–18. Jahrhundert                                                     | Sachgesamtheitsbestandteil der Revierwasserlaufanstalt im Ortsteil Dittersbach mit den Einzeldenkmalen: I. Purschensteiner Rösche sowie Dittersbacher Rösche einschließlich einem Mundloch (siehe 09209973); landschaftsbildprägende Bestandteile eines umfangreichen Systems der bergmännischen Wasserwirtschaft zur Versorgung des Freiberger Bergbaus mit Aufschlagwasser, bergbau- und ortsgeschichtlich von besonderer Bedeutung (siehe auch die Sachgesamtheit 08991218, Großhartmannsdorf), seit 2019 zugehörig zur Kernzone und Pufferzone des UNESCO-Welterbes Montanregion Erzgebirge/Krušnohoří | 09305361 |
| Weitere Bilder                          | I. Purschensteiner Rösche sowie Dittersbacher Rösche einschließlich einem Mundloch (Einzeldenkmale der Sachgesamtheit 09305361) | (Flurstücke 89/1, 88/1, 90, 92a, 93a, 67c, 225, 68a, 72a, 72g, 254, 11g, 12, 5/1, 175, 146, 17, 258, 143, 140, 130, 159, 131) (Karte) | 1839–1855 (Dittersbacher Rösche); 1852–1856 (I. Purschensteiner Rösche) | Einzeldenkmale der Sachgesamtheit Revierwasserlaufanstalt; landschaftsbildprägende Bestandteile eines umfangreichen Systems der bergmännischen Wasserwirtschaft zur Versorgung des Freiberger Bergbaus mit Aufschlagwasser, bergbau- und ortsgeschichtlich von besonderer Bedeutung, seit 2019 zugehörig zur Kernzone des UNESCO-Welterbes Montanregion Erzgebirge/Krušnohoří Die I. Purschensteiner Rösche beginnt auf Neuhausener Flur (vgl. 09209961), die Rösche wird anschließend auf Dittersbacher Flur fortgesetzt und mündet in der Dittersbacher Rösche, diese besitzt wenig südöstlich von diesem Zufluss ein Mundloch (elliptisches Gewölbe, Stirnmauerwerk erneuert – hier beginnt eine Flutröhre talabwärts zur Flöha, kein Denkmal), die Dittersbacher Rösche führt in nordwestlicher Richtung ins Gemeindegebiet von Sayda und endet im Mortelgrund (vgl. 08991094). | 09209973 |
| Weitere Bilder                          | VVN-Gedenkstätte mit Ehrenhain, Einfriedungsmauer und südwestlich vorgelagerte Allee                                            | Bergstraße (Karte) | 1945                                                                    | Begräbnisort (?), von orts- und regionalgeschichtlicher Bedeutung. Friedhof für Dittersbach bis 1910, Ehrenhain für ermordete Antifaschisten ab 7. September 1945, Einweihung der umgestalteten Gedenkstätte am 8. Mai 1975, künstlerische Gestaltung durch Rudolf Hilscher aus Köthen. | 09209975 |
| Direkt Bild zu diesem Denkmal hochladen | Denkmal für die Gefallenen des Ersten Weltkrieges                                                                               | Bergstraße 5b (bei) (Karte) | Nach 1918                                                               | Von ortshistorischer Bedeutung. Kunststein, inszeniert auf Anhöhe gestellt, Bedeutung fraglich, da Inschriftenplatte fehlt. Auskunft Dorfbewohner: für Gefallene des Ersten Weltkrieges. | 09209972 |
|                                         | Denkmal für die Gefallenen des Deutsch-Französischen Kriegs                                                                     | Bergstraße 14 (bei) (Karte) | Nach 1871                                                               | Ortsgeschichtlich von Bedeutung, seit 2019 zugehörig zur Pufferzone des UNESCO-Welterbes Montanregion Erzgebirge/Krušnohoří. Denkmal ist wieder aufgestellt. | 09209654 |
| Direkt Bild zu diesem Denkmal hochladen | Wohnstallhaus | Bergstraße 21 (Karte) | Um 1800                                                                 | Weitestgehend original erhaltenes Bauernhaus mit Fachwerkobergeschoss, baugeschichtlich von Bedeutung. Erdgeschoss massiv, Obergeschoss Fachwerk (verkleidet), Satteldach (Pappschindeln). | 09209974 |
|                                         | Bauernhaus mit integrierter Scheune                                                                                             | Bergstraße 27 (Karte) | 1933                                                                    | Weitgehend original erhaltener, zeittypischer Bau, baugeschichtlich von Bedeutung. Wohnstallhaus massiv, Scheunenanbau Holz. | 09209995 |
|                                         | Wohnstallhaus und zwei Scheunen eines Dreiseithofes                                                                             | Bergstraße 29 (Karte) | Um 1800 (Wohnstallhaus); 1908 (Scheune); 1946 (Scheune)                 | Wohnstallhaus Obergeschoss Fachwerk, intakte Hofstruktur, bau- und wirtschaftsgeschichtlich von Bedeutung. - Wohnstallhaus: Erdgeschoss massiv, Obergeschoss Fachwerk (verkleidet) - Scheunen: Holzkonstruktion | 09209976 |
| Direkt Bild zu diesem Denkmal hochladen | Wohnstallhaus und Scheune | Dittersbacher Weg 27 (Karte) | 18. Jahrhundert                                                         | Bildprägender Fachwerkbau, von baugeschichtlichem Wert. - Bauernhaus: Erdgeschoss massiv, Obergeschoss Fachwerk, Schleppdach, Giebel mit schöner Zierverbretterung - Scheune: Holzkonstruktion, Satteldach zum Teil abgeschleppt | 09209978 |
| Direkt Bild zu diesem Denkmal hochladen | Vierseithof mit Wohnstallhaus, Seitengebäude und zwei Scheunen                                                                  | Dittersbacher Weg 32, 33 (Karte) | 1875 (Wohnstallhaus); 1926 (Auszugshaus und Scheunen)                   | Intaktes, bildprägendes Hofensemble mit zeittypischen Fachwerkgebäuden, baugeschichtlich, ortsbildprägend und wirtschaftsgeschichtlich von Bedeutung. - Wohnstallhaus: Erdgeschoss massiv, Obergeschoss Fachwerk (verkleidet), Krüppelwalmdach - Seitengebäude: Erdgeschoss massiv, Obergeschoss Fachwerk (verkleidet), Satteldach - Scheunen: teils massiv, teils Holzkonstruktion | 09209993 |
| Direkt Bild zu diesem Denkmal hochladen | Villa und Remise | Olbernhauer Straße 34 (Karte) | 1902                                                                    | Repräsentative Villa der Brauereibesitzer, Putzbau mit bildprägendem Ecktürmchen über Erker, bau- und ortsgeschichtlich von Bedeutung. - Villa: zweigeschossiger Putzbau, Türmchen verbrettert, neue Fenster - Remise: eingeschossiger Putzbau, Segmentbogenportale | 09209963 |
| Direkt Bild zu diesem Denkmal hochladen | Wohnhaus und Fabrik | Olbernhauer Straße 35, 35b, 35c (Karte)                                                                                               | Ende 19. Jahrhundert                                                    | Architektonisch bedeutende Gebäude in markanter Straßenlage, bau- und technikgeschichtlich von Bedeutung. - Wohnhaus: zweigeschossiger Putzbau, Dacherker - Fabrik: Holz | 09209969 |
| Direkt Bild zu diesem Denkmal hochladen | Gasthaus und Saal | Olbernhauer Straße 40 (Karte) | Bezeichnet mit 1798 (Gasthaus); um 1900 (Saal)                          | Gasthaus bildprägender Fachwerkbau, späterer Saalanbau aus der Zeit um 1900, bau- und ortsgeschichtlich von Bedeutung. - Erdgeschoss massiv, Obergeschoss Fachwerk, Krüppelwalmdach (Schiefer) - Saalanbau: gründerzeitliche Formensprache, hohe Rundbogenfenster, Satteldach | 09209964 |
| Direkt Bild zu diesem Denkmal hochladen | Wohnmühlenhaus (Göpfert-Mühle)                                                                                                  | Olbernhauer Straße 46 (Karte) | Mitte 19. Jahrhundert                                                   | Hauptsächlich als Ölmühle betrieben, urkundlich seit 1848 Mühlenstandort, bis 1963 als Mühle mit verschiedenem Mahlgut in Betrieb, ohne technische Ausstattung, zeit- und landschaftstypisches Fachwerkgebäude, bau-, orts- und technikgeschichtlich von Bedeutung. Erdgeschoss massiv, Obergeschoss Fachwerk, Satteldach (Schiefer). | 09209966 |
| Weitere Bilder                          | Wohnhaus | Olbernhauer Straße 48 (Karte) | 1894                                                                    | Ehemals Haltepunkt Dittersbach-Seiffen der Eisenbahnstrecke Pockau-Lengefeld–Neuhausen (6618, sä. PN), typische Bahnarchitektur in gutem Originalzustand, eisenbahngeschichtlich von Bedeutung. Roter Klinker, eingeschossig mit Drempel, Satteldach, Teile des Hauses sind verbrettert, war als Bahnwärterhäuschen erfasst. Nach sachsenschiene.de ist es ein Wohnhaus. Wahrscheinlich befanden sich im Haus auch Vorrichtungen des Stellwerks und zur Beaufsichtigung des Schienenverkehrs (Stand 2016). | 09209968 |
|                                         | Wohnhaus | Talstraße 2 (Karte) | Um 1800                                                                 | Eingeschossiges, landschaftstypisches Wohnhaus in gutem Originalzustand, als ehemaliges Flößerhaus von bau- und ortsgeschichtlicher Bedeutung. Massiv, Satteldach, Giebel verbrettert, Wand-Öffnungsverhältnis intakt. | 09209965 |

## Heidelbach
| Bild                                    | Bezeichnung                                               | Lage                 | Datierung                 | Beschreibung | ID       |
| --------------------------------------- | --------------------------------------------------------- | -------------------- | ------------------------- | --- | -------- |
| Direkt Bild zu diesem Denkmal hochladen | Wohnstallhaus                                             | Heidelbach 2 (Karte) | 1. Hälfte 19. Jahrhundert | Zeit- und landschaftstypisches Bauernhaus mit Fachwerkobergeschoss, baugeschichtlich von Bedeutung. Erdgeschoss massiv, Obergeschoss Fachwerk (verkleidet), Satteldach, Hechtgaube.                                   | 09209936 |
| Direkt Bild zu diesem Denkmal hochladen | Bauernhaus, Seitengebäude und Scheune eines Dreiseithofes | Heidelbach 4 (Karte) | Mitte 19. Jahrhundert     | Als ehemalige Glashütte von orts- und technikgeschichtlicher Bedeutung. - Wohnhaus: massiv, Anbauten, Satteldach - Scheune: Holzkonstruktion, desolat - Seitengebäude: eingeschossig, massiv, Holzdrempel, Satteldach | 09209935 |
| Direkt Bild zu diesem Denkmal hochladen | Wohnstallhaus                                             | Heidelbach 6 (Karte) | Mitte 19. Jahrhundert     | Bildprägender Fachwerkbau in gutem Originalzustand, baugeschichtlich von Bedeutung. Obergeschoss massiv, Obergeschoss Fachwerk (verbrettert), Satteldach.                                                             | 09209934 |

## Neuwernsdorf
| Bild                                    | Bezeichnung                                       | Lage                             | Datierung                       | Beschreibung | ID       |
| --------------------------------------- | ------------------------------------------------- | -------------------------------- | ------------------------------- | --- | -------- |
| Direkt Bild zu diesem Denkmal hochladen | Wohnhaus                                          | Neuwernsdorf 11 (Karte)          | 1. Hälfte 19. Jahrhundert       | Zeit- und landschaftstypischer Fachwerkbau, baugeschichtlich von Bedeutung. Erdgeschoss massiv, Obergeschoss Fachwerk (verbrettert), Satteldach. | 09209706 |
| Direkt Bild zu diesem Denkmal hochladen | Wohnhaus                                          | Neuwernsdorf 12 (Karte)          | Mitte 19. Jahrhundert           | Bildprägender, regionaltypischer Fachwerkbau, baugeschichtlich von Bedeutung. Erdgeschoss massiv, Obergeschoss Fachwerk, zum Teil verkleidet, Satteldach. | 09209705 |
| Direkt Bild zu diesem Denkmal hochladen | Wohnhaus                                          | Neuwernsdorf 14 (Karte)          | 2. Hälfte 19. Jahrhundert       | Massives Wohnhaus in regionaltypischer Bauweise, wichtig für das Straßenbild, baugeschichtlich von Bedeutung. Massiv, zweigeschossig, Satteldach, neuerer Vorbau. | 09209704 |
| Direkt Bild zu diesem Denkmal hochladen | Ehemalige Schule                                  | Neuwernsdorf 15 (Karte)          | Letztes Viertel 19. Jahrhundert | Prächtiges, ortsbildprägendes Fachwerkgebäude mit Glockentürmchen, bau- und ortsgeschichtlich von Bedeutung. Erdgeschoss massiv, Obergeschoss Fachwerk (neue Zierverbretterung), Krüppelwalmdach (Schiefer).                                                           | 09209703 |
| Direkt Bild zu diesem Denkmal hochladen | Denkmal für die Gefallenen des Ersten Weltkrieges | Neuwernsdorf 15 (hinter) (Karte) | Nach 1918                       | Ortsgeschichtlich von Bedeutung, Steinstele mit Inschriften | 09209717 |
| Direkt Bild zu diesem Denkmal hochladen | Wohnhaus                                          | Neuwernsdorf 24 (Karte)          | Um 1800                         | Landschaftstypisches Wohnhaus in gutem Originalzustand, baugeschichtlich von Bedeutung. Massiv, eingeschossig, Satteldach, Zierverbretterung am Giebel, darunter vermutlich Fachwerk, Hechtgaube, Satteldach.                                                          | 09209701 |
| Direkt Bild zu diesem Denkmal hochladen | Wohnstallhaus eines Gehöfts                       | Neuwernsdorf 26 (Karte)          | 1. Hälfte 19. Jahrhundert       | Original erhaltenes Fachwerkgebäude, dokumentiert alte Ortsstruktur, baugeschichtlich von Bedeutung. Erdgeschoss massiv, Obergeschoss Fachwerk (mit Holz verkleidet), Satteldach.                                                                                      | 09209699 |
| Direkt Bild zu diesem Denkmal hochladen | Wohnhaus                                          | Neuwernsdorf 35 (Karte)          | 1. Viertel 19. Jahrhundert      | Landschaftstypisches Massivhaus in gutem Originalzustand, baugeschichtlich von Bedeutung. Eingeschossig, Erdgeschoss massiv, Satteldach, Hechtgaube. | 09209697 |
| Direkt Bild zu diesem Denkmal hochladen | Wohnhaus                                          | Neuwernsdorf 39 (Karte)          | 2. Viertel 19. Jahrhundert      | Zeittypischer Fachwerkbau, Bestandteil der alten Dorfstruktur, baugeschichtlich von Bedeutung. Erdgeschoss massiv, Obergeschoss Fachwerk (verkleidet), Krüppelwalmdach, im Erdgeschoss nachträglicher Anbau vor dem Eingang.                                           | 09209696 |
| Direkt Bild zu diesem Denkmal hochladen | Wohnhaus                                          | Neuwernsdorf 40 (Karte)          | 1. Hälfte 19. Jahrhundert       | Landschaftstypischer Massivbau in weitgehend originalem Zustand, baugeschichtlich von Bedeutung. Massiv, eingeschossig, Satteldach (Schiefer) mit Hechtgaube, Giebeldreieck mit regionaltypischen Holzschindeln verkleidet.                                            | 09209695 |
| Direkt Bild zu diesem Denkmal hochladen | Wohnhaus                                          | Neuwernsdorf 53 (Karte)          | Mitte 19. Jahrhundert           | Fachwerkhaus mit verbrettertem Obergeschoss, baugeschichtlich von Bedeutung. Erdgeschoss massiv, Obergeschoss Fachwerk (verbrettert), Satteldach (neu), Erdgeschoss Winterfenster.                                                                                     | 09209716 |
| Direkt Bild zu diesem Denkmal hochladen | Wohnstallhaus                                     | Neuwernsdorf 54 (Karte)          | 1. Hälfte 19. Jahrhundert       | Regionaltypischer Fachwerkbau in gutem Originalzustand, baugeschichtlich von Bedeutung. Erdgeschoss massiv, Winterfenster, Obergeschoss Fachwerk (verbrettert), Giebel verkleidet, originale Fenster, Satteldach.                                                      | 09209714 |
| Direkt Bild zu diesem Denkmal hochladen | Wohnhaus                                          | Neuwernsdorf 55 (Karte)          | Um 1800                         | In seinem Erscheinungsbild erhaltenes landschaftstypisches Wohnhaus mit Sichtfachwerk im Obergeschoss, baugeschichtlich von Bedeutung. Erdgeschoss massiv, Satteldach.                                                                                                 | 09209713 |
| Direkt Bild zu diesem Denkmal hochladen | Wohnstallhaus und Scheune eines Zweiseithofes     | Neuwernsdorf 62 (Karte)          | 2. Hälfte 19. Jahrhundert       | Landschaftstypischer Bauernhof in Holzbauweise, intakte Hofstruktur, bau- und wirtschaftsgeschichtlich von Bedeutung. - Wohnstallhaus: Erdgeschoss massiv, Obergeschoss massiv, Giebelseite und Rückseite Fachwerk, Satteldach - Scheune: Holzkonstruktion, Satteldach | 09209711 |
| Direkt Bild zu diesem Denkmal hochladen | Wohnstallhaus                                     | Neuwernsdorf 64 (Karte)          | Um 1800                         | Regionaltypisches Bauernhaus mit verkleidetem Fachwerkobergeschoss, Bestandteil der alten Ortsstruktur, baugeschichtlich von Bedeutung. Erdgeschoss massiv, Obergeschoss Fachwerk (verkleidet), Satteldach (Schiefer).                                                 | 09209709 |

## Rauschenbach
| Bild                                    | Bezeichnung | Lage                    | Datierung | Beschreibung | ID       |
| --------------------------------------- | ----------- | ----------------------- | --------- | --- | -------- |
| Direkt Bild zu diesem Denkmal hochladen | Mühle       | Rauschenbach 12 (Karte) | Um 1930   | Im traditionellen Stil errichtetes Gebäude mit Fachwerkobergeschoss, baugeschichtlich und technikgeschichtlich von Bedeutung. - Mühle: Erdgeschoss massiv, Obergeschoss Fachwerk (verschiefert), Krüppelwalmdach mit Hechtgaube, Gebäude saniert - Nebengebäude (Abbruch vor 2014): Wohnhaus mit integrierter Scheune, Hanglage, Sockel aus Bruchsteinen, Holzkonstruktion, Krüppelwalmdach | 09209916 |
| Direkt Bild zu diesem Denkmal hochladen | Wohnhaus    | Rauschenbach 13 (Karte) | Um 1930   | Im traditionalistischen Stil der Zeit um 1930 errichtetes Wohnhaus, baugeschichtlich von Bedeutung. Eingeschossig, massiv, hoher Natursteinsockel, Walmdach, Fensterläden. | 09209720 |

## Ehemalige Denkmäler

### Ehemalige Denkmäler (Neuhausen/Erzgeb.)
| Bild                                    | Bezeichnung   | Lage                            | Datierung                 | Beschreibung | ID       |
| --------------------------------------- | ------------- | ------------------------------- | ------------------------- | --- | -------- |
| Direkt Bild zu diesem Denkmal hochladen | Wohnhaus      | Am Schloßberg 1 (Karte)         | Um 1820                   | Bildprägender Fachwerkbau als Bestandteil der alten Ortsstruktur, baugeschichtlich von Bedeutung. Erdgeschoss massiv, Obergeschoss vermutlich Fachwerk (verbrettert), Krüppelwalmdach (Schiefer), Wand-Öffnungsverhältnis intakt. Zwischen 2017 und 2023 von der Denkmalliste gestrichen. | 09209979 |
| Direkt Bild zu diesem Denkmal hochladen | Wohnhaus      | Brüxer Straße 9 (Karte)         | Bezeichnet mit 1863       | Markanter, zeittypischer Massivbau, baugeschichtlich von Bedeutung. Zweigeschossig, Eingangssituation verändert, Reste der Türverdachung mit Datierung erhalten, Krüppelwalmdach. Zwischen 2017 und 2023 von der Denkmalliste gestrichen. | 09209985 |
| Direkt Bild zu diesem Denkmal hochladen | Wohnhaus      | Deutscheinsiedler Weg 7 (Karte) | 1. Hälfte 19. Jahrhundert | Zeit- und landschaftstypisches Fachwerkgebäude in gutem Originalzustand (ohne südlichen Anbau), baugeschichtlich von Bedeutung. Erdgeschoss massiv, Obergeschoss Fachwerk (verkleidet), Krüppelwalmdach, ohne Anbau. Zwischen 2017 und 2023 von der Denkmalliste gestrichen. | 09209631 |
| Direkt Bild zu diesem Denkmal hochladen | Wohnhaus      | Frauenbachstraße 54 (Karte)     | Um 1870                   | Ehemals zur Stuhlfabrik Markus Jehmlich zugehörig, von Wilhelm Bruno Schönherr gegründeter und von Markus Jehmlich 1872 übernommene noch handwerklich geprägte Stuhlfabrik, saniertes und verändertes Wohnhaus als letztes Zeugnis der Fabrik von ortsgeschichtlicher Bedeutung. Zweigeschossig, massiv (Bruchstein), Mansarddach, Giebel verschiefert, nach 1998 saniert (verputzt, Fenster und Eingangstür erneuert, Giebel verbrettert, Dämmung aufgebracht). Fabrikgebäude zwischen 1998 und 2000 abgebrochen. Wohnhaus zwischen 2017 und 2023 von der Denkmalliste gestrichen. | 09209944 |
| Direkt Bild zu diesem Denkmal hochladen | Wohnstallhaus | Schützenhausweg 2, 2b (Karte)   | Mitte 19. Jahrhundert     | Regionaltypischer Fachwerkbau mit verkleidetem Fachwerkobergeschoss, baugeschichtlich von Bedeutung. Erdgeschoss massiv, Obergeschoss Fachwerk (verbrettert), Gebäude besteht aus zwei Baueinheiten, Satteldach. Zwischen 2017 und 2023 von der Denkmalliste gestrichen. | 09209638 |

### Ehemaliges Denkmal (Cämmerswalde)
| Bild | Bezeichnung                      | Lage                   | Datierung                  | Beschreibung | ID       |
| ---- | -------------------------------- | ---------------------- | -------------------------- | --- | -------- |
|      | Bauernhaus (mit winkligem Anbau) | Hauptstraße 24 (Karte) | 1. Viertel 19. Jahrhundert | Regionaltypisches Wohnhaus in Fachwerkbauweise, baugeschichtlich von Bedeutung. Erdgeschoss massiv, Obergeschoss Fachwerk verbrettert, Fenster im Obergeschoss verbreitert, Satteldach (Schiefer). Zwischen 2017 und 2023 von der Denkmalliste gestrichen. | 09209663 |

### Ehemaliges Denkmal (Dittersbach)
| Bild                                    | Bezeichnung                                                           | Lage                          | Datierung | Beschreibung | ID       |
| --------------------------------------- | --------------------------------------------------------------------- | ----------------------------- | --------- | --- | -------- |
| Direkt Bild zu diesem Denkmal hochladen | Fabrikgebäude und Turbinenanlage (Holzwarenfabrik Hermann Emil Seipt) | Olbernhauer Straße 44 (Karte) | 1907      | Fabrikgebäude Putzbau mit Ziegel gerahmten großen Segmentbogenfenstern, vorgelagerte eingehauste Francis-Turbinenanlage, ab 1925 Fabrik des Oskar Eugen Morgenstern, als Zeugnis der umfänglichen Holzindustrie des Erzgebirges von orts- und aufgrund seiner erhaltenen technischen Ausstattung von technikgeschichtlicher Bedeutung. - Fabrikgebäude: zweigeschossig, massiv, Klinkerrahmen um Fenstergewände, Satteldach - Turbine: Francis-Turbine, Baujahr 1952 zur Energiegewinnung Nachfolgebau (1907 abgebrannt) des Fabrikgebäudes von Carl Wilhelm Lorenz, Mühlgraben (?). Zwischen 2017 und 2023 von der Denkmalliste gestrichen. | 09209967 |

### Ehemaliges Denkmal (Neuwernsdorf)
| Bild                                    | Bezeichnung | Lage                 | Datierung | Beschreibung                                                                                  | ID       |
| --------------------------------------- | ----------- | -------------------- | --------- | --------------------------------------------------------------------------------------------- | -------- |
| Direkt Bild zu diesem Denkmal hochladen | Floßgraben  | Neuwernsdorf (Karte) | 1624–1629 | Von bergbaugeschichtlicher Bedeutung. Zwischen 2017 und 2023 von der Denkmalliste gestrichen. | 09209715 |

## Tabellenlegende
- Bild: Bild des Kulturdenkmals, ggf. zusätzlich mit einem Link zu weiteren Fotos des Kulturdenkmals im Medienarchiv Wikimedia Commons. Wenn man auf das Kamerasymbol klickt, können Fotos zu Kulturdenkmalen aus dieser Liste hochgeladen werden:
- Bezeichnung: Denkmalgeschützte Objekte und ggf. Bauwerksname des Kulturdenkmals
- Lage: Straßenname und Hausnummer oder Flurstücknummer des Kulturdenkmals. Die Grundsortierung der Liste erfolgt nach dieser Adresse. Der Link (Karte) führt zu verschiedenen Kartendiensten mit der Position des Kulturdenkmals. Fehlt dieser Link, wurden die Koordinaten noch nicht eingetragen. Sind diese bekannt, können sie über ein Tool mit einer Kartenansicht einfach nachgetragen werden. In dieser Kartenansicht sind Kulturdenkmale ohne Koordinaten mit einem roten bzw. orangen Marker dargestellt und können durch Verschieben auf die richtige Position in der Karte mit Koordinaten versehen werden. Kulturdenkmale ohne Bild sind an einem blauen bzw. roten Marker erkennbar.
- Datierung: Baubeginn, Fertigstellung, Datum der Erstnennung oder grobe zeitliche Einordnung entsprechend des Eintrags in der sächsischen Denkmaldatenbank
- Beschreibung: Kurzcharakteristik des Kulturdenkmals entsprechend des Eintrags in der sächsischen Denkmaldatenbank, ggf. ergänzt durch die dort nur selten veröffentlichten Erfassungstexte oder zusätzliche Informationen
- ID: Vom Landesamt für Denkmalpflege Sachsen vergebene, das Kulturdenkmal eindeutig identifizierende Objekt-Nummer. Der Link führt zum PDF-Denkmaldokument des Landesamtes für Denkmalpflege Sachsen. Bei ehemaligen Kulturdenkmalen können die Objektnummern unbekannt sein und deshalb fehlen bzw. die Links von aus der Datenbank entfernten Objektnummern ins Leere führen. Ein ggf. vorhandenes Icon  führt zu den Angaben des Kulturdenkmals bei Wikidata.